# Jeziora w Albanii
W Albanii jest 247 jezior naturalnych oraz ponad 800 sztucznych.

## Lista
| Nazwa                    | Powierzchnia |
| ------------------------ | ------------ |
| Jezioro Szkoderskie      | 530 km²      |
| Jezioro Ochrydzkie       | 349 km²      |
| Jezioro Prespa           | 288 km²      |
| Jezioro Liqeni i Fierzës | 72,6 km²     |
| Jezioro Vau i Dejës      | 24,7 km²     |
| Jezioro Butrint          | 16 km²       |
| Jezioro Koman            | 12 km²       |
| Jezioro Qafë Mollë       | 7,5 km²      |
| Jezioro Farka            | 0,75 km²     |